# Europsko prvenstvo u vaterpolu – Budimpešta 2020.
Europsko prvenstvo u vaterpolu – Budimpešta 2020. 34. je izdanje ovog natjecanja koje je održano u Budimpešti od 14. do 26. siječnja 2020. godine. Branitelj naslova bila je reprezentacija Srbije. Peti put se vaterpolsko EP održalo u Budimpešti, nakon 1926., 1958., 2001. i 2014. godine.
Svoj ukupno trinaesti naslov osvojila je reprezentacija domaćina Mađarske.

## Sastavi
- Hrvatska – Marko Bijač, Marko Macan, Loren Fatović, Luka Lončar, Maro Joković, Luka Bukić, Ante Vukičević, Andro Bušlje, Lovre Miloš, Josip Vrlić, Hrvoje Benić, Xavier García, Ivan Marcelić; izbornik Ivica Tucak[1]

## Turnir
Ždrijeb skupina održan je 22. listopada 2019. godine.

### Skupina A
| Nadnevak     | 1. momčad | Ishod | 2. momčad |
| ------------ | --------- | ----- | --------- |
| 14. siječnja | Slovačka  | 4:15  | Crna Gora |
|              | Njemačka  | 9:17  | Hrvatska  |
| 16. siječnja | Njemačka  | 8:5   | Slovačka  |
|              | Crna Gora | 10:11 | Hrvatska  |
| 18. siječnja | Slovačka  | 4:16  | Hrvatska  |
|              | Njemačka  | 3:10  | Crna Gora |

|    | Tablica   | I | Pob. | Ner. | Por. | Pos. P | Prim. P | RP  | Bodovi |
| -- | --------- | - | ---- | ---- | ---- | ------ | ------- | --- | ------ |
| 1. | Hrvatska  | 3 | 3    | 0    | 0    | 44     | 23      | +21 | 9      |
| 2. | Crna Gora | 3 | 2    | 0    | 1    | 35     | 18      | +17 | 6      |
| 3. | Njemačka  | 3 | 1    | 0    | 2    | 20     | 32      | -12 | 3      |
| 4. | Slovačka  | 3 | 0    | 0    | 3    | 13     | 39      | -26 | 0      |

| Nadnevak     | 1. momčad | Ishod | 2. momčad  |
| ------------ | --------- | ----- | ---------- |
| 14. siječnja | Rumunjska | 8:9   | Nizozemska |
|              | Srbija    | 13:9  | Rusija     |
| 16. siječnja | Rumunjska | 7:15  | Srbija     |
|              | Rusija    | 15:9  | Nizozemska |
| 18. siječnja | Rumunjska | 11:10 | Rusija     |
|              | Srbija    | 11:4  | Nizozemska |

|    | Tablica    | I | Pob. | Ner. | Por. | Pos. P | Prim. P | RP  | Bodovi |
| -- | ---------- | - | ---- | ---- | ---- | ------ | ------- | --- | ------ |
| 1. | Srbija     | 3 | 3    | 0    | 0    | 39     | 20      | +19 | 9      |
| 2. | Rusija     | 3 | 1    | 0    | 2    | 34     | 33      | +1  | 3      |
| 3. | Rumunjska  | 3 | 1    | 0    | 2    | 26     | 34      | –8  | 3      |
| 4. | Nizozemska | 3 | 1    | 0    | 2    | 22     | 34      | –12 | 3      |

| Nadnevak     | 1. momčad | Ishod | 2. momčad  |
| ------------ | --------- | ----- | ---------- |
| 14. siječnja | Malta     | 7:23  | Španjolska |
|              | Turska    | 5:19  | Mađarska   |
| 16. siječnja | Malta     | 10:13 | Turska     |
|              | Mađarska  | 11:11 | Španjolska |
| 18. siječnja | Turska    | 7:24  | Španjolska |
|              | Malta     | 0:26  | Mađarska   |

|    | Tablica    | I | Pob. | Ner. | Por. | Pos. P | Prim. P | RP  | Bodovi |
| -- | ---------- | - | ---- | ---- | ---- | ------ | ------- | --- | ------ |
| 1. | Mađarska   | 3 | 2    | 1    | 0    | 56     | 16      | +40 | 7      |
| 2. | Španjolska | 3 | 2    | 1    | 0    | 58     | 25      | +33 | 7      |
| 3. | Turska     | 3 | 1    | 0    | 2    | 25     | 53      | -28 | 3      |
| 4. | Malta      | 3 | 0    | 0    | 3    | 17     | 62      | -45 | 0      |

| Nadnevak     | 1. momčad | Ishod | 2. momčad |
| ------------ | --------- | ----- | --------- |
| 14. siječnja | Francuska | 7:9   | Gruzija   |
|              | Italija   | 10:6  | Grčka     |
| 16. siječnja | Grčka     | 17:10 | Gruzija   |
|              | Francuska | 7:10  | Italija   |
| 18. siječnja | Francuska | 10:12 | Grčka     |
|              | Italija   | 18:6  | Gruzija   |

|    | Tablica   | I | Pob. | Ner. | Por. | Pos. P | Prim. P | RP  | Bodovi |
| -- | --------- | - | ---- | ---- | ---- | ------ | ------- | --- | ------ |
| 1. | Italija   | 3 | 3    | 0    | 0    | 38     | 19      | +19 | 9      |
| 2. | Grčka     | 3 | 2    | 0    | 1    | 35     | 30      | +5  | 6      |
| 3. | Gruzija   | 3 | 1    | 0    | 2    | 25     | 42      | –17 | 3      |
| 4. | Francuska | 3 | 0    | 0    | 3    | 24     | 31      | –7  | 0      |

|  | Krnja šesnaestina završnice | Krnja šesnaestina završnice |              |              | Četvrtzavršnica | Četvrtzavršnica |              |                     | Poluzavršnica       | Poluzavršnica |  |  | Završnica | Završnica |
|  |                             |                             |              |              |                 |                 |              |                     |                     |               |  |  |           |           |
|  |                             |                             |              |              | 22. siječnja    |                 |              |                     |                     |               |  |  |           |           |
|  | 20. siječnja                |                             |              |              |                 |                 |              |                     |                     |               |  |  |           |           |
|  | Italija                     | 8                           |              |              |                 |                 |              |                     |                     |               |  |  |           |           |
|  | Italija                     | 8                           | Crna Gora    | 17           | 24. siječnja    | 24. siječnja    |              |                     |                     |               |  |  |           |           |
|  |                             | Crna Gora                   | Crna Gora    | 17           | 24. siječnja    | 24. siječnja    | 10           |                     |                     |               |  |  |           |           |
|  | Turska                      | Crna Gora                   | 6            |              | Crna Gora       | 8               | 10           |                     |                     |               |  |  |           |           |
|  | Turska                      | 22. siječnja                | 6            |              | Crna Gora       | 8               |              |                     |                     |               |  |  |           |           |
|  | 20. siječnja                | 20. siječnja                |              | Mađarska     | 10              |                 |              |                     |                     |               |  |  |           |           |
|  | 20. siječnja                | 20. siječnja                | Mađarska     | Mađarska     | 10              | 14              |              |                     |                     |               |  |  |           |           |
|  | Rusija                      | 14                          | Mađarska     |              |                 | 14              | 26. siječnja | 26. siječnja        |                     |               |  |  |           |           |
|  | Rusija                      | 14                          |              | Rusija       | 10              |                 | 26. siječnja | 26. siječnja        |                     |               |  |  |           |           |
|  | Gruzija                     | 13                          |              | Rusija       | 10              | Mađarska        | 9 (5)        |                     |                     |               |  |  |           |           |
|  | Gruzija                     | 13                          | 22. siječnja |              |                 | Mađarska        | 9 (5)        |                     |                     |               |  |  |           |           |
|  | 20. siječnja                | 20. siječnja                |              | Španjolska   | 9 (4)           |                 |              |                     |                     |               |  |  |           |           |
|  | 20. siječnja                | 20. siječnja                | Srbija       | Španjolska   | 9 (4)           | 6 (3)           |              |                     |                     |               |  |  |           |           |
|  | Njemačka                    | 6                           | Srbija       | 24. siječnja | 24. siječnja    | 6 (3)           |              |                     |                     |               |  |  |           |           |
|  | Njemačka                    | 6                           |              | 24. siječnja | 24. siječnja    | Španjolska      | 6 (4)        |                     |                     |               |  |  |           |           |
|  | Španjolska                  | 12                          |              | Španjolska   | 9               | Španjolska      | 6 (4)        | Za brončano odličje | Za brončano odličje |               |  |  |           |           |
|  | Španjolska                  | 12                          | 22. siječnja | Španjolska   | 9               |                 |              | Za brončano odličje | Za brončano odličje |               |  |  |           |           |
|  | 20. siječnja                | 20. siječnja                |              | Hrvatska     | 8               |                 | 26. siječnja | 26. siječnja        |                     |               |  |  |           |           |
|  | 20. siječnja                | 20. siječnja                | Hrvatska     | Hrvatska     | 8               | 14              | 26. siječnja | 26. siječnja        |                     |               |  |  |           |           |
|  | Rumunjska                   | 7                           | Hrvatska     |              |                 | 14              | Crna Gora    | 10                  |                     |               |  |  |           |           |
|  | Rumunjska                   | 7                           |              | Grčka        | 11              |                 | Crna Gora    | 10                  |                     |               |  |  |           |           |
|  | Grčka                       | 14                          |              | Grčka        | 11              | Hrvatska        | 9            |                     |                     |               |  |  |           |           |
|  | Grčka                       | 14                          |              |              |                 | Hrvatska        | 9            |                     |                     |               |  |  |           |           |

| Pobjednici                |
| ------------------------- |
| Mađarska Trinaesti naslov |

| Europska prvenstva u vaterpolu | Europska prvenstva u vaterpolu |
| --- | ------------------------------ |
| |                                |
| Budimpešta 1926. • Bologna 1927. • Pariz 1931. • Magdeburg 1934. • London 1938. • Monte Carlo 1947. • Beč 1950. • Torino 1954. • Budimpešta 1958. • Leipzig 1962. • Utrecht 1966. • Barcelona 1970. • Beč 1974. • Jonköping 1977. • Split 1981. • Rim 1983. • Sofija 1985. • Strasbourg 1987. • Bonn 1989. • Atena 1991. • Sheffield 1993. • Beč 1995. • Sevilla 1997. • Firenca 1999. • Budimpešta 2001. • Kranj 2003. • Beograd 2006. • Malaga 2008. • Zagreb 2010. • Eindhoven 2012. • Budimpešta 2014. • Beograd 2016. • Barcelona 2018. • Budimpešta 2020. • Split 2022. • Zagreb i Dubrovnik 2024. |                                |

| Europska prvenstva u vaterpolu | Europska prvenstva u vaterpolu |
| --- | ------------------------------ |
| |                                |
| Budimpešta 1926. • Bologna 1927. • Pariz 1931. • Magdeburg 1934. • London 1938. • Monte Carlo 1947. • Beč 1950. • Torino 1954. • Budimpešta 1958. • Leipzig 1962. • Utrecht 1966. • Barcelona 1970. • Beč 1974. • Jonköping 1977. • Split 1981. • Rim 1983. • Sofija 1985. • Strasbourg 1987. • Bonn 1989. • Atena 1991. • Sheffield 1993. • Beč 1995. • Sevilla 1997. • Firenca 1999. • Budimpešta 2001. • Kranj 2003. • Beograd 2006. • Malaga 2008. • Zagreb 2010. • Eindhoven 2012. • Budimpešta 2014. • Beograd 2016. • Barcelona 2018. • Budimpešta 2020. • Split 2022. • Zagreb i Dubrovnik 2024. |                                |

| Nadnevak     | 1. momčad | Ishod | 2. momčad |
| ------------ | --------- | ----- | --------- |
| 14. siječnja | Francuska | 7:9   | Gruzija   |
|              | Italija   | 10:6  | Grčka     |
| 16. siječnja | Grčka     | 17:10 | Gruzija   |
|              | Francuska | 7:10  | Italija   |
| 18. siječnja | Francuska | 10:12 | Grčka     |
|              | Italija   | 18:6  | Gruzija   |

|    | Tablica   | I | Pob. | Ner. | Por. | Pos. P | Prim. P | RP  | Bodovi |
| -- | --------- | - | ---- | ---- | ---- | ------ | ------- | --- | ------ |
| 1. | Italija   | 3 | 3    | 0    | 0    | 38     | 19      | +19 | 9      |
| 2. | Grčka     | 3 | 2    | 0    | 1    | 35     | 30      | +5  | 6      |
| 3. | Gruzija   | 3 | 1    | 0    | 2    | 25     | 42      | –17 | 3      |
| 4. | Francuska | 3 | 0    | 0    | 3    | 24     | 31      | –7  | 0      |

|  | Krnja šesnaestina završnice | Krnja šesnaestina završnice |              |              | Četvrtzavršnica | Četvrtzavršnica |              |                     | Poluzavršnica       | Poluzavršnica |  |  | Završnica | Završnica |
|  |                             |                             |              |              |                 |                 |              |                     |                     |               |  |  |           |           |
|  |                             |                             |              |              | 22. siječnja    |                 |              |                     |                     |               |  |  |           |           |
|  | 20. siječnja                |                             |              |              |                 |                 |              |                     |                     |               |  |  |           |           |
|  | Italija                     | 8                           |              |              |                 |                 |              |                     |                     |               |  |  |           |           |
|  | Italija                     | 8                           | Crna Gora    | 17           | 24. siječnja    | 24. siječnja    |              |                     |                     |               |  |  |           |           |
|  |                             | Crna Gora                   | Crna Gora    | 17           | 24. siječnja    | 24. siječnja    | 10           |                     |                     |               |  |  |           |           |
|  | Turska                      | Crna Gora                   | 6            |              | Crna Gora       | 8               | 10           |                     |                     |               |  |  |           |           |
|  | Turska                      | 22. siječnja                | 6            |              | Crna Gora       | 8               |              |                     |                     |               |  |  |           |           |
|  | 20. siječnja                | 20. siječnja                |              | Mađarska     | 10              |                 |              |                     |                     |               |  |  |           |           |
|  | 20. siječnja                | 20. siječnja                | Mađarska     | Mađarska     | 10              | 14              |              |                     |                     |               |  |  |           |           |
|  | Rusija                      | 14                          | Mađarska     |              |                 | 14              | 26. siječnja | 26. siječnja        |                     |               |  |  |           |           |
|  | Rusija                      | 14                          |              | Rusija       | 10              |                 | 26. siječnja | 26. siječnja        |                     |               |  |  |           |           |
|  | Gruzija                     | 13                          |              | Rusija       | 10              | Mađarska        | 9 (5)        |                     |                     |               |  |  |           |           |
|  | Gruzija                     | 13                          | 22. siječnja |              |                 | Mađarska        | 9 (5)        |                     |                     |               |  |  |           |           |
|  | 20. siječnja                | 20. siječnja                |              | Španjolska   | 9 (4)           |                 |              |                     |                     |               |  |  |           |           |
|  | 20. siječnja                | 20. siječnja                | Srbija       | Španjolska   | 9 (4)           | 6 (3)           |              |                     |                     |               |  |  |           |           |
|  | Njemačka                    | 6                           | Srbija       | 24. siječnja | 24. siječnja    | 6 (3)           |              |                     |                     |               |  |  |           |           |
|  | Njemačka                    | 6                           |              | 24. siječnja | 24. siječnja    | Španjolska      | 6 (4)        |                     |                     |               |  |  |           |           |
|  | Španjolska                  | 12                          |              | Španjolska   | 9               | Španjolska      | 6 (4)        | Za brončano odličje | Za brončano odličje |               |  |  |           |           |
|  | Španjolska                  | 12                          | 22. siječnja | Španjolska   | 9               |                 |              | Za brončano odličje | Za brončano odličje |               |  |  |           |           |
|  | 20. siječnja                | 20. siječnja                |              | Hrvatska     | 8               |                 | 26. siječnja | 26. siječnja        |                     |               |  |  |           |           |
|  | 20. siječnja                | 20. siječnja                | Hrvatska     | Hrvatska     | 8               | 14              | 26. siječnja | 26. siječnja        |                     |               |  |  |           |           |
|  | Rumunjska                   | 7                           | Hrvatska     |              |                 | 14              | Crna Gora    | 10                  |                     |               |  |  |           |           |
|  | Rumunjska                   | 7                           |              | Grčka        | 11              |                 | Crna Gora    | 10                  |                     |               |  |  |           |           |
|  | Grčka                       | 14                          |              | Grčka        | 11              | Hrvatska        | 9            |                     |                     |               |  |  |           |           |
|  | Grčka                       | 14                          |              |              |                 | Hrvatska        | 9            |                     |                     |               |  |  |           |           |

| Pobjednici                |
| ------------------------- |
| Mađarska Trinaesti naslov |

| Europska prvenstva u vaterpolu | Europska prvenstva u vaterpolu |
| --- | ------------------------------ |
| |                                |
| Budimpešta 1926. • Bologna 1927. • Pariz 1931. • Magdeburg 1934. • London 1938. • Monte Carlo 1947. • Beč 1950. • Torino 1954. • Budimpešta 1958. • Leipzig 1962. • Utrecht 1966. • Barcelona 1970. • Beč 1974. • Jonköping 1977. • Split 1981. • Rim 1983. • Sofija 1985. • Strasbourg 1987. • Bonn 1989. • Atena 1991. • Sheffield 1993. • Beč 1995. • Sevilla 1997. • Firenca 1999. • Budimpešta 2001. • Kranj 2003. • Beograd 2006. • Malaga 2008. • Zagreb 2010. • Eindhoven 2012. • Budimpešta 2014. • Beograd 2016. • Barcelona 2018. • Budimpešta 2020. • Split 2022. • Zagreb i Dubrovnik 2024. |                                |

| Europska prvenstva u vaterpolu | Europska prvenstva u vaterpolu |
| --- | ------------------------------ |
| |                                |
| Budimpešta 1926. • Bologna 1927. • Pariz 1931. • Magdeburg 1934. • London 1938. • Monte Carlo 1947. • Beč 1950. • Torino 1954. • Budimpešta 1958. • Leipzig 1962. • Utrecht 1966. • Barcelona 1970. • Beč 1974. • Jonköping 1977. • Split 1981. • Rim 1983. • Sofija 1985. • Strasbourg 1987. • Bonn 1989. • Atena 1991. • Sheffield 1993. • Beč 1995. • Sevilla 1997. • Firenca 1999. • Budimpešta 2001. • Kranj 2003. • Beograd 2006. • Malaga 2008. • Zagreb 2010. • Eindhoven 2012. • Budimpešta 2014. • Beograd 2016. • Barcelona 2018. • Budimpešta 2020. • Split 2022. • Zagreb i Dubrovnik 2024. |                                |

| Nadnevak     | 1. momčad | Ishod | 2. momčad  |
| ------------ | --------- | ----- | ---------- |
| 14. siječnja | Malta     | 7:23  | Španjolska |
|              | Turska    | 5:19  | Mađarska   |
| 16. siječnja | Malta     | 10:13 | Turska     |
|              | Mađarska  | 11:11 | Španjolska |
| 18. siječnja | Turska    | 7:24  | Španjolska |
|              | Malta     | 0:26  | Mađarska   |

|    | Tablica    | I | Pob. | Ner. | Por. | Pos. P | Prim. P | RP  | Bodovi |
| -- | ---------- | - | ---- | ---- | ---- | ------ | ------- | --- | ------ |
| 1. | Mađarska   | 3 | 2    | 1    | 0    | 56     | 16      | +40 | 7      |
| 2. | Španjolska | 3 | 2    | 1    | 0    | 58     | 25      | +33 | 7      |
| 3. | Turska     | 3 | 1    | 0    | 2    | 25     | 53      | -28 | 3      |
| 4. | Malta      | 3 | 0    | 0    | 3    | 17     | 62      | -45 | 0      |

| Nadnevak     | 1. momčad | Ishod | 2. momčad |
| ------------ | --------- | ----- | --------- |
| 14. siječnja | Francuska | 7:9   | Gruzija   |
|              | Italija   | 10:6  | Grčka     |
| 16. siječnja | Grčka     | 17:10 | Gruzija   |
|              | Francuska | 7:10  | Italija   |
| 18. siječnja | Francuska | 10:12 | Grčka     |
|              | Italija   | 18:6  | Gruzija   |

|    | Tablica   | I | Pob. | Ner. | Por. | Pos. P | Prim. P | RP  | Bodovi |
| -- | --------- | - | ---- | ---- | ---- | ------ | ------- | --- | ------ |
| 1. | Italija   | 3 | 3    | 0    | 0    | 38     | 19      | +19 | 9      |
| 2. | Grčka     | 3 | 2    | 0    | 1    | 35     | 30      | +5  | 6      |
| 3. | Gruzija   | 3 | 1    | 0    | 2    | 25     | 42      | –17 | 3      |
| 4. | Francuska | 3 | 0    | 0    | 3    | 24     | 31      | –7  | 0      |

|  | Krnja šesnaestina završnice | Krnja šesnaestina završnice |              |              | Četvrtzavršnica | Četvrtzavršnica |              |                     | Poluzavršnica       | Poluzavršnica |  |  | Završnica | Završnica |
|  |                             |                             |              |              |                 |                 |              |                     |                     |               |  |  |           |           |
|  |                             |                             |              |              | 22. siječnja    |                 |              |                     |                     |               |  |  |           |           |
|  | 20. siječnja                |                             |              |              |                 |                 |              |                     |                     |               |  |  |           |           |
|  | Italija                     | 8                           |              |              |                 |                 |              |                     |                     |               |  |  |           |           |
|  | Italija                     | 8                           | Crna Gora    | 17           | 24. siječnja    | 24. siječnja    |              |                     |                     |               |  |  |           |           |
|  |                             | Crna Gora                   | Crna Gora    | 17           | 24. siječnja    | 24. siječnja    | 10           |                     |                     |               |  |  |           |           |
|  | Turska                      | Crna Gora                   | 6            |              | Crna Gora       | 8               | 10           |                     |                     |               |  |  |           |           |
|  | Turska                      | 22. siječnja                | 6            |              | Crna Gora       | 8               |              |                     |                     |               |  |  |           |           |
|  | 20. siječnja                | 20. siječnja                |              | Mađarska     | 10              |                 |              |                     |                     |               |  |  |           |           |
|  | 20. siječnja                | 20. siječnja                | Mađarska     | Mađarska     | 10              | 14              |              |                     |                     |               |  |  |           |           |
|  | Rusija                      | 14                          | Mađarska     |              |                 | 14              | 26. siječnja | 26. siječnja        |                     |               |  |  |           |           |
|  | Rusija                      | 14                          |              | Rusija       | 10              |                 | 26. siječnja | 26. siječnja        |                     |               |  |  |           |           |
|  | Gruzija                     | 13                          |              | Rusija       | 10              | Mađarska        | 9 (5)        |                     |                     |               |  |  |           |           |
|  | Gruzija                     | 13                          | 22. siječnja |              |                 | Mađarska        | 9 (5)        |                     |                     |               |  |  |           |           |
|  | 20. siječnja                | 20. siječnja                |              | Španjolska   | 9 (4)           |                 |              |                     |                     |               |  |  |           |           |
|  | 20. siječnja                | 20. siječnja                | Srbija       | Španjolska   | 9 (4)           | 6 (3)           |              |                     |                     |               |  |  |           |           |
|  | Njemačka                    | 6                           | Srbija       | 24. siječnja | 24. siječnja    | 6 (3)           |              |                     |                     |               |  |  |           |           |
|  | Njemačka                    | 6                           |              | 24. siječnja | 24. siječnja    | Španjolska      | 6 (4)        |                     |                     |               |  |  |           |           |
|  | Španjolska                  | 12                          |              | Španjolska   | 9               | Španjolska      | 6 (4)        | Za brončano odličje | Za brončano odličje |               |  |  |           |           |
|  | Španjolska                  | 12                          | 22. siječnja | Španjolska   | 9               |                 |              | Za brončano odličje | Za brončano odličje |               |  |  |           |           |
|  | 20. siječnja                | 20. siječnja                |              | Hrvatska     | 8               |                 | 26. siječnja | 26. siječnja        |                     |               |  |  |           |           |
|  | 20. siječnja                | 20. siječnja                | Hrvatska     | Hrvatska     | 8               | 14              | 26. siječnja | 26. siječnja        |                     |               |  |  |           |           |
|  | Rumunjska                   | 7                           | Hrvatska     |              |                 | 14              | Crna Gora    | 10                  |                     |               |  |  |           |           |
|  | Rumunjska                   | 7                           |              | Grčka        | 11              |                 | Crna Gora    | 10                  |                     |               |  |  |           |           |
|  | Grčka                       | 14                          |              | Grčka        | 11              | Hrvatska        | 9            |                     |                     |               |  |  |           |           |
|  | Grčka                       | 14                          |              |              |                 | Hrvatska        | 9            |                     |                     |               |  |  |           |           |

| Pobjednici                |
| ------------------------- |
| Mađarska Trinaesti naslov |

| Europska prvenstva u vaterpolu | Europska prvenstva u vaterpolu |
| --- | ------------------------------ |
| |                                |
| Budimpešta 1926. • Bologna 1927. • Pariz 1931. • Magdeburg 1934. • London 1938. • Monte Carlo 1947. • Beč 1950. • Torino 1954. • Budimpešta 1958. • Leipzig 1962. • Utrecht 1966. • Barcelona 1970. • Beč 1974. • Jonköping 1977. • Split 1981. • Rim 1983. • Sofija 1985. • Strasbourg 1987. • Bonn 1989. • Atena 1991. • Sheffield 1993. • Beč 1995. • Sevilla 1997. • Firenca 1999. • Budimpešta 2001. • Kranj 2003. • Beograd 2006. • Malaga 2008. • Zagreb 2010. • Eindhoven 2012. • Budimpešta 2014. • Beograd 2016. • Barcelona 2018. • Budimpešta 2020. • Split 2022. • Zagreb i Dubrovnik 2024. |                                |

| Europska prvenstva u vaterpolu | Europska prvenstva u vaterpolu |
| --- | ------------------------------ |
| |                                |
| Budimpešta 1926. • Bologna 1927. • Pariz 1931. • Magdeburg 1934. • London 1938. • Monte Carlo 1947. • Beč 1950. • Torino 1954. • Budimpešta 1958. • Leipzig 1962. • Utrecht 1966. • Barcelona 1970. • Beč 1974. • Jonköping 1977. • Split 1981. • Rim 1983. • Sofija 1985. • Strasbourg 1987. • Bonn 1989. • Atena 1991. • Sheffield 1993. • Beč 1995. • Sevilla 1997. • Firenca 1999. • Budimpešta 2001. • Kranj 2003. • Beograd 2006. • Malaga 2008. • Zagreb 2010. • Eindhoven 2012. • Budimpešta 2014. • Beograd 2016. • Barcelona 2018. • Budimpešta 2020. • Split 2022. • Zagreb i Dubrovnik 2024. |                                |

| Nadnevak     | 1. momčad | Ishod | 2. momčad |
| ------------ | --------- | ----- | --------- |
| 14. siječnja | Francuska | 7:9   | Gruzija   |
|              | Italija   | 10:6  | Grčka     |
| 16. siječnja | Grčka     | 17:10 | Gruzija   |
|              | Francuska | 7:10  | Italija   |
| 18. siječnja | Francuska | 10:12 | Grčka     |
|              | Italija   | 18:6  | Gruzija   |

|    | Tablica   | I | Pob. | Ner. | Por. | Pos. P | Prim. P | RP  | Bodovi |
| -- | --------- | - | ---- | ---- | ---- | ------ | ------- | --- | ------ |
| 1. | Italija   | 3 | 3    | 0    | 0    | 38     | 19      | +19 | 9      |
| 2. | Grčka     | 3 | 2    | 0    | 1    | 35     | 30      | +5  | 6      |
| 3. | Gruzija   | 3 | 1    | 0    | 2    | 25     | 42      | –17 | 3      |
| 4. | Francuska | 3 | 0    | 0    | 3    | 24     | 31      | –7  | 0      |

|  | Krnja šesnaestina završnice | Krnja šesnaestina završnice |              |              | Četvrtzavršnica | Četvrtzavršnica |              |                     | Poluzavršnica       | Poluzavršnica |  |  | Završnica | Završnica |
|  |                             |                             |              |              |                 |                 |              |                     |                     |               |  |  |           |           |
|  |                             |                             |              |              | 22. siječnja    |                 |              |                     |                     |               |  |  |           |           |
|  | 20. siječnja                |                             |              |              |                 |                 |              |                     |                     |               |  |  |           |           |
|  | Italija                     | 8                           |              |              |                 |                 |              |                     |                     |               |  |  |           |           |
|  | Italija                     | 8                           | Crna Gora    | 17           | 24. siječnja    | 24. siječnja    |              |                     |                     |               |  |  |           |           |
|  |                             | Crna Gora                   | Crna Gora    | 17           | 24. siječnja    | 24. siječnja    | 10           |                     |                     |               |  |  |           |           |
|  | Turska                      | Crna Gora                   | 6            |              | Crna Gora       | 8               | 10           |                     |                     |               |  |  |           |           |
|  | Turska                      | 22. siječnja                | 6            |              | Crna Gora       | 8               |              |                     |                     |               |  |  |           |           |
|  | 20. siječnja                | 20. siječnja                |              | Mađarska     | 10              |                 |              |                     |                     |               |  |  |           |           |
|  | 20. siječnja                | 20. siječnja                | Mađarska     | Mađarska     | 10              | 14              |              |                     |                     |               |  |  |           |           |
|  | Rusija                      | 14                          | Mađarska     |              |                 | 14              | 26. siječnja | 26. siječnja        |                     |               |  |  |           |           |
|  | Rusija                      | 14                          |              | Rusija       | 10              |                 | 26. siječnja | 26. siječnja        |                     |               |  |  |           |           |
|  | Gruzija                     | 13                          |              | Rusija       | 10              | Mađarska        | 9 (5)        |                     |                     |               |  |  |           |           |
|  | Gruzija                     | 13                          | 22. siječnja |              |                 | Mađarska        | 9 (5)        |                     |                     |               |  |  |           |           |
|  | 20. siječnja                | 20. siječnja                |              | Španjolska   | 9 (4)           |                 |              |                     |                     |               |  |  |           |           |
|  | 20. siječnja                | 20. siječnja                | Srbija       | Španjolska   | 9 (4)           | 6 (3)           |              |                     |                     |               |  |  |           |           |
|  | Njemačka                    | 6                           | Srbija       | 24. siječnja | 24. siječnja    | 6 (3)           |              |                     |                     |               |  |  |           |           |
|  | Njemačka                    | 6                           |              | 24. siječnja | 24. siječnja    | Španjolska      | 6 (4)        |                     |                     |               |  |  |           |           |
|  | Španjolska                  | 12                          |              | Španjolska   | 9               | Španjolska      | 6 (4)        | Za brončano odličje | Za brončano odličje |               |  |  |           |           |
|  | Španjolska                  | 12                          | 22. siječnja | Španjolska   | 9               |                 |              | Za brončano odličje | Za brončano odličje |               |  |  |           |           |
|  | 20. siječnja                | 20. siječnja                |              | Hrvatska     | 8               |                 | 26. siječnja | 26. siječnja        |                     |               |  |  |           |           |
|  | 20. siječnja                | 20. siječnja                | Hrvatska     | Hrvatska     | 8               | 14              | 26. siječnja | 26. siječnja        |                     |               |  |  |           |           |
|  | Rumunjska                   | 7                           | Hrvatska     |              |                 | 14              | Crna Gora    | 10                  |                     |               |  |  |           |           |
|  | Rumunjska                   | 7                           |              | Grčka        | 11              |                 | Crna Gora    | 10                  |                     |               |  |  |           |           |
|  | Grčka                       | 14                          |              | Grčka        | 11              | Hrvatska        | 9            |                     |                     |               |  |  |           |           |
|  | Grčka                       | 14                          |              |              |                 | Hrvatska        | 9            |                     |                     |               |  |  |           |           |

| Pobjednici                |
| ------------------------- |
| Mađarska Trinaesti naslov |

| Europska prvenstva u vaterpolu | Europska prvenstva u vaterpolu |
| --- | ------------------------------ |
| |                                |
| Budimpešta 1926. • Bologna 1927. • Pariz 1931. • Magdeburg 1934. • London 1938. • Monte Carlo 1947. • Beč 1950. • Torino 1954. • Budimpešta 1958. • Leipzig 1962. • Utrecht 1966. • Barcelona 1970. • Beč 1974. • Jonköping 1977. • Split 1981. • Rim 1983. • Sofija 1985. • Strasbourg 1987. • Bonn 1989. • Atena 1991. • Sheffield 1993. • Beč 1995. • Sevilla 1997. • Firenca 1999. • Budimpešta 2001. • Kranj 2003. • Beograd 2006. • Malaga 2008. • Zagreb 2010. • Eindhoven 2012. • Budimpešta 2014. • Beograd 2016. • Barcelona 2018. • Budimpešta 2020. • Split 2022. • Zagreb i Dubrovnik 2024. |                                |

| Europska prvenstva u vaterpolu | Europska prvenstva u vaterpolu |
| --- | ------------------------------ |
| |                                |
| Budimpešta 1926. • Bologna 1927. • Pariz 1931. • Magdeburg 1934. • London 1938. • Monte Carlo 1947. • Beč 1950. • Torino 1954. • Budimpešta 1958. • Leipzig 1962. • Utrecht 1966. • Barcelona 1970. • Beč 1974. • Jonköping 1977. • Split 1981. • Rim 1983. • Sofija 1985. • Strasbourg 1987. • Bonn 1989. • Atena 1991. • Sheffield 1993. • Beč 1995. • Sevilla 1997. • Firenca 1999. • Budimpešta 2001. • Kranj 2003. • Beograd 2006. • Malaga 2008. • Zagreb 2010. • Eindhoven 2012. • Budimpešta 2014. • Beograd 2016. • Barcelona 2018. • Budimpešta 2020. • Split 2022. • Zagreb i Dubrovnik 2024. |                                |

| Nadnevak     | 1. momčad | Ishod | 2. momčad  |
| ------------ | --------- | ----- | ---------- |
| 14. siječnja | Rumunjska | 8:9   | Nizozemska |
|              | Srbija    | 13:9  | Rusija     |
| 16. siječnja | Rumunjska | 7:15  | Srbija     |
|              | Rusija    | 15:9  | Nizozemska |
| 18. siječnja | Rumunjska | 11:10 | Rusija     |
|              | Srbija    | 11:4  | Nizozemska |

|    | Tablica    | I | Pob. | Ner. | Por. | Pos. P | Prim. P | RP  | Bodovi |
| -- | ---------- | - | ---- | ---- | ---- | ------ | ------- | --- | ------ |
| 1. | Srbija     | 3 | 3    | 0    | 0    | 39     | 20      | +19 | 9      |
| 2. | Rusija     | 3 | 1    | 0    | 2    | 34     | 33      | +1  | 3      |
| 3. | Rumunjska  | 3 | 1    | 0    | 2    | 26     | 34      | –8  | 3      |
| 4. | Nizozemska | 3 | 1    | 0    | 2    | 22     | 34      | –12 | 3      |

| Nadnevak     | 1. momčad | Ishod | 2. momčad  |
| ------------ | --------- | ----- | ---------- |
| 14. siječnja | Malta     | 7:23  | Španjolska |
|              | Turska    | 5:19  | Mađarska   |
| 16. siječnja | Malta     | 10:13 | Turska     |
|              | Mađarska  | 11:11 | Španjolska |
| 18. siječnja | Turska    | 7:24  | Španjolska |
|              | Malta     | 0:26  | Mađarska   |

|    | Tablica    | I | Pob. | Ner. | Por. | Pos. P | Prim. P | RP  | Bodovi |
| -- | ---------- | - | ---- | ---- | ---- | ------ | ------- | --- | ------ |
| 1. | Mađarska   | 3 | 2    | 1    | 0    | 56     | 16      | +40 | 7      |
| 2. | Španjolska | 3 | 2    | 1    | 0    | 58     | 25      | +33 | 7      |
| 3. | Turska     | 3 | 1    | 0    | 2    | 25     | 53      | -28 | 3      |
| 4. | Malta      | 3 | 0    | 0    | 3    | 17     | 62      | -45 | 0      |

| Nadnevak     | 1. momčad | Ishod | 2. momčad |
| ------------ | --------- | ----- | --------- |
| 14. siječnja | Francuska | 7:9   | Gruzija   |
|              | Italija   | 10:6  | Grčka     |
| 16. siječnja | Grčka     | 17:10 | Gruzija   |
|              | Francuska | 7:10  | Italija   |
| 18. siječnja | Francuska | 10:12 | Grčka     |
|              | Italija   | 18:6  | Gruzija   |

|    | Tablica   | I | Pob. | Ner. | Por. | Pos. P | Prim. P | RP  | Bodovi |
| -- | --------- | - | ---- | ---- | ---- | ------ | ------- | --- | ------ |
| 1. | Italija   | 3 | 3    | 0    | 0    | 38     | 19      | +19 | 9      |
| 2. | Grčka     | 3 | 2    | 0    | 1    | 35     | 30      | +5  | 6      |
| 3. | Gruzija   | 3 | 1    | 0    | 2    | 25     | 42      | –17 | 3      |
| 4. | Francuska | 3 | 0    | 0    | 3    | 24     | 31      | –7  | 0      |

|  | Krnja šesnaestina završnice | Krnja šesnaestina završnice |              |              | Četvrtzavršnica | Četvrtzavršnica |              |                     | Poluzavršnica       | Poluzavršnica |  |  | Završnica | Završnica |
|  |                             |                             |              |              |                 |                 |              |                     |                     |               |  |  |           |           |
|  |                             |                             |              |              | 22. siječnja    |                 |              |                     |                     |               |  |  |           |           |
|  | 20. siječnja                |                             |              |              |                 |                 |              |                     |                     |               |  |  |           |           |
|  | Italija                     | 8                           |              |              |                 |                 |              |                     |                     |               |  |  |           |           |
|  | Italija                     | 8                           | Crna Gora    | 17           | 24. siječnja    | 24. siječnja    |              |                     |                     |               |  |  |           |           |
|  |                             | Crna Gora                   | Crna Gora    | 17           | 24. siječnja    | 24. siječnja    | 10           |                     |                     |               |  |  |           |           |
|  | Turska                      | Crna Gora                   | 6            |              | Crna Gora       | 8               | 10           |                     |                     |               |  |  |           |           |
|  | Turska                      | 22. siječnja                | 6            |              | Crna Gora       | 8               |              |                     |                     |               |  |  |           |           |
|  | 20. siječnja                | 20. siječnja                |              | Mađarska     | 10              |                 |              |                     |                     |               |  |  |           |           |
|  | 20. siječnja                | 20. siječnja                | Mađarska     | Mađarska     | 10              | 14              |              |                     |                     |               |  |  |           |           |
|  | Rusija                      | 14                          | Mađarska     |              |                 | 14              | 26. siječnja | 26. siječnja        |                     |               |  |  |           |           |
|  | Rusija                      | 14                          |              | Rusija       | 10              |                 | 26. siječnja | 26. siječnja        |                     |               |  |  |           |           |
|  | Gruzija                     | 13                          |              | Rusija       | 10              | Mađarska        | 9 (5)        |                     |                     |               |  |  |           |           |
|  | Gruzija                     | 13                          | 22. siječnja |              |                 | Mađarska        | 9 (5)        |                     |                     |               |  |  |           |           |
|  | 20. siječnja                | 20. siječnja                |              | Španjolska   | 9 (4)           |                 |              |                     |                     |               |  |  |           |           |
|  | 20. siječnja                | 20. siječnja                | Srbija       | Španjolska   | 9 (4)           | 6 (3)           |              |                     |                     |               |  |  |           |           |
|  | Njemačka                    | 6                           | Srbija       | 24. siječnja | 24. siječnja    | 6 (3)           |              |                     |                     |               |  |  |           |           |
|  | Njemačka                    | 6                           |              | 24. siječnja | 24. siječnja    | Španjolska      | 6 (4)        |                     |                     |               |  |  |           |           |
|  | Španjolska                  | 12                          |              | Španjolska   | 9               | Španjolska      | 6 (4)        | Za brončano odličje | Za brončano odličje |               |  |  |           |           |
|  | Španjolska                  | 12                          | 22. siječnja | Španjolska   | 9               |                 |              | Za brončano odličje | Za brončano odličje |               |  |  |           |           |
|  | 20. siječnja                | 20. siječnja                |              | Hrvatska     | 8               |                 | 26. siječnja | 26. siječnja        |                     |               |  |  |           |           |
|  | 20. siječnja                | 20. siječnja                | Hrvatska     | Hrvatska     | 8               | 14              | 26. siječnja | 26. siječnja        |                     |               |  |  |           |           |
|  | Rumunjska                   | 7                           | Hrvatska     |              |                 | 14              | Crna Gora    | 10                  |                     |               |  |  |           |           |
|  | Rumunjska                   | 7                           |              | Grčka        | 11              |                 | Crna Gora    | 10                  |                     |               |  |  |           |           |
|  | Grčka                       | 14                          |              | Grčka        | 11              | Hrvatska        | 9            |                     |                     |               |  |  |           |           |
|  | Grčka                       | 14                          |              |              |                 | Hrvatska        | 9            |                     |                     |               |  |  |           |           |

| Pobjednici                |
| ------------------------- |
| Mađarska Trinaesti naslov |

| Europska prvenstva u vaterpolu | Europska prvenstva u vaterpolu |
| --- | ------------------------------ |
| |                                |
| Budimpešta 1926. • Bologna 1927. • Pariz 1931. • Magdeburg 1934. • London 1938. • Monte Carlo 1947. • Beč 1950. • Torino 1954. • Budimpešta 1958. • Leipzig 1962. • Utrecht 1966. • Barcelona 1970. • Beč 1974. • Jonköping 1977. • Split 1981. • Rim 1983. • Sofija 1985. • Strasbourg 1987. • Bonn 1989. • Atena 1991. • Sheffield 1993. • Beč 1995. • Sevilla 1997. • Firenca 1999. • Budimpešta 2001. • Kranj 2003. • Beograd 2006. • Malaga 2008. • Zagreb 2010. • Eindhoven 2012. • Budimpešta 2014. • Beograd 2016. • Barcelona 2018. • Budimpešta 2020. • Split 2022. • Zagreb i Dubrovnik 2024. |                                |

| Europska prvenstva u vaterpolu | Europska prvenstva u vaterpolu |
| --- | ------------------------------ |
| |                                |
| Budimpešta 1926. • Bologna 1927. • Pariz 1931. • Magdeburg 1934. • London 1938. • Monte Carlo 1947. • Beč 1950. • Torino 1954. • Budimpešta 1958. • Leipzig 1962. • Utrecht 1966. • Barcelona 1970. • Beč 1974. • Jonköping 1977. • Split 1981. • Rim 1983. • Sofija 1985. • Strasbourg 1987. • Bonn 1989. • Atena 1991. • Sheffield 1993. • Beč 1995. • Sevilla 1997. • Firenca 1999. • Budimpešta 2001. • Kranj 2003. • Beograd 2006. • Malaga 2008. • Zagreb 2010. • Eindhoven 2012. • Budimpešta 2014. • Beograd 2016. • Barcelona 2018. • Budimpešta 2020. • Split 2022. • Zagreb i Dubrovnik 2024. |                                |

| Nadnevak     | 1. momčad | Ishod | 2. momčad |
| ------------ | --------- | ----- | --------- |
| 14. siječnja | Francuska | 7:9   | Gruzija   |
|              | Italija   | 10:6  | Grčka     |
| 16. siječnja | Grčka     | 17:10 | Gruzija   |
|              | Francuska | 7:10  | Italija   |
| 18. siječnja | Francuska | 10:12 | Grčka     |
|              | Italija   | 18:6  | Gruzija   |

|    | Tablica   | I | Pob. | Ner. | Por. | Pos. P | Prim. P | RP  | Bodovi |
| -- | --------- | - | ---- | ---- | ---- | ------ | ------- | --- | ------ |
| 1. | Italija   | 3 | 3    | 0    | 0    | 38     | 19      | +19 | 9      |
| 2. | Grčka     | 3 | 2    | 0    | 1    | 35     | 30      | +5  | 6      |
| 3. | Gruzija   | 3 | 1    | 0    | 2    | 25     | 42      | –17 | 3      |
| 4. | Francuska | 3 | 0    | 0    | 3    | 24     | 31      | –7  | 0      |

|  | Krnja šesnaestina završnice | Krnja šesnaestina završnice |              |              | Četvrtzavršnica | Četvrtzavršnica |              |                     | Poluzavršnica       | Poluzavršnica |  |  | Završnica | Završnica |
|  |                             |                             |              |              |                 |                 |              |                     |                     |               |  |  |           |           |
|  |                             |                             |              |              | 22. siječnja    |                 |              |                     |                     |               |  |  |           |           |
|  | 20. siječnja                |                             |              |              |                 |                 |              |                     |                     |               |  |  |           |           |
|  | Italija                     | 8                           |              |              |                 |                 |              |                     |                     |               |  |  |           |           |
|  | Italija                     | 8                           | Crna Gora    | 17           | 24. siječnja    | 24. siječnja    |              |                     |                     |               |  |  |           |           |
|  |                             | Crna Gora                   | Crna Gora    | 17           | 24. siječnja    | 24. siječnja    | 10           |                     |                     |               |  |  |           |           |
|  | Turska                      | Crna Gora                   | 6            |              | Crna Gora       | 8               | 10           |                     |                     |               |  |  |           |           |
|  | Turska                      | 22. siječnja                | 6            |              | Crna Gora       | 8               |              |                     |                     |               |  |  |           |           |
|  | 20. siječnja                | 20. siječnja                |              | Mađarska     | 10              |                 |              |                     |                     |               |  |  |           |           |
|  | 20. siječnja                | 20. siječnja                | Mađarska     | Mađarska     | 10              | 14              |              |                     |                     |               |  |  |           |           |
|  | Rusija                      | 14                          | Mađarska     |              |                 | 14              | 26. siječnja | 26. siječnja        |                     |               |  |  |           |           |
|  | Rusija                      | 14                          |              | Rusija       | 10              |                 | 26. siječnja | 26. siječnja        |                     |               |  |  |           |           |
|  | Gruzija                     | 13                          |              | Rusija       | 10              | Mađarska        | 9 (5)        |                     |                     |               |  |  |           |           |
|  | Gruzija                     | 13                          | 22. siječnja |              |                 | Mađarska        | 9 (5)        |                     |                     |               |  |  |           |           |
|  | 20. siječnja                | 20. siječnja                |              | Španjolska   | 9 (4)           |                 |              |                     |                     |               |  |  |           |           |
|  | 20. siječnja                | 20. siječnja                | Srbija       | Španjolska   | 9 (4)           | 6 (3)           |              |                     |                     |               |  |  |           |           |
|  | Njemačka                    | 6                           | Srbija       | 24. siječnja | 24. siječnja    | 6 (3)           |              |                     |                     |               |  |  |           |           |
|  | Njemačka                    | 6                           |              | 24. siječnja | 24. siječnja    | Španjolska      | 6 (4)        |                     |                     |               |  |  |           |           |
|  | Španjolska                  | 12                          |              | Španjolska   | 9               | Španjolska      | 6 (4)        | Za brončano odličje | Za brončano odličje |               |  |  |           |           |
|  | Španjolska                  | 12                          | 22. siječnja | Španjolska   | 9               |                 |              | Za brončano odličje | Za brončano odličje |               |  |  |           |           |
|  | 20. siječnja                | 20. siječnja                |              | Hrvatska     | 8               |                 | 26. siječnja | 26. siječnja        |                     |               |  |  |           |           |
|  | 20. siječnja                | 20. siječnja                | Hrvatska     | Hrvatska     | 8               | 14              | 26. siječnja | 26. siječnja        |                     |               |  |  |           |           |
|  | Rumunjska                   | 7                           | Hrvatska     |              |                 | 14              | Crna Gora    | 10                  |                     |               |  |  |           |           |
|  | Rumunjska                   | 7                           |              | Grčka        | 11              |                 | Crna Gora    | 10                  |                     |               |  |  |           |           |
|  | Grčka                       | 14                          |              | Grčka        | 11              | Hrvatska        | 9            |                     |                     |               |  |  |           |           |
|  | Grčka                       | 14                          |              |              |                 | Hrvatska        | 9            |                     |                     |               |  |  |           |           |

| Pobjednici                |
| ------------------------- |
| Mađarska Trinaesti naslov |

| Europska prvenstva u vaterpolu | Europska prvenstva u vaterpolu |
| --- | ------------------------------ |
| |                                |
| Budimpešta 1926. • Bologna 1927. • Pariz 1931. • Magdeburg 1934. • London 1938. • Monte Carlo 1947. • Beč 1950. • Torino 1954. • Budimpešta 1958. • Leipzig 1962. • Utrecht 1966. • Barcelona 1970. • Beč 1974. • Jonköping 1977. • Split 1981. • Rim 1983. • Sofija 1985. • Strasbourg 1987. • Bonn 1989. • Atena 1991. • Sheffield 1993. • Beč 1995. • Sevilla 1997. • Firenca 1999. • Budimpešta 2001. • Kranj 2003. • Beograd 2006. • Malaga 2008. • Zagreb 2010. • Eindhoven 2012. • Budimpešta 2014. • Beograd 2016. • Barcelona 2018. • Budimpešta 2020. • Split 2022. • Zagreb i Dubrovnik 2024. |                                |

| Europska prvenstva u vaterpolu | Europska prvenstva u vaterpolu |
| --- | ------------------------------ |
| |                                |
| Budimpešta 1926. • Bologna 1927. • Pariz 1931. • Magdeburg 1934. • London 1938. • Monte Carlo 1947. • Beč 1950. • Torino 1954. • Budimpešta 1958. • Leipzig 1962. • Utrecht 1966. • Barcelona 1970. • Beč 1974. • Jonköping 1977. • Split 1981. • Rim 1983. • Sofija 1985. • Strasbourg 1987. • Bonn 1989. • Atena 1991. • Sheffield 1993. • Beč 1995. • Sevilla 1997. • Firenca 1999. • Budimpešta 2001. • Kranj 2003. • Beograd 2006. • Malaga 2008. • Zagreb 2010. • Eindhoven 2012. • Budimpešta 2014. • Beograd 2016. • Barcelona 2018. • Budimpešta 2020. • Split 2022. • Zagreb i Dubrovnik 2024. |                                |

| Nadnevak     | 1. momčad | Ishod | 2. momčad  |
| ------------ | --------- | ----- | ---------- |
| 14. siječnja | Malta     | 7:23  | Španjolska |
|              | Turska    | 5:19  | Mađarska   |
| 16. siječnja | Malta     | 10:13 | Turska     |
|              | Mađarska  | 11:11 | Španjolska |
| 18. siječnja | Turska    | 7:24  | Španjolska |
|              | Malta     | 0:26  | Mađarska   |

|    | Tablica    | I | Pob. | Ner. | Por. | Pos. P | Prim. P | RP  | Bodovi |
| -- | ---------- | - | ---- | ---- | ---- | ------ | ------- | --- | ------ |
| 1. | Mađarska   | 3 | 2    | 1    | 0    | 56     | 16      | +40 | 7      |
| 2. | Španjolska | 3 | 2    | 1    | 0    | 58     | 25      | +33 | 7      |
| 3. | Turska     | 3 | 1    | 0    | 2    | 25     | 53      | -28 | 3      |
| 4. | Malta      | 3 | 0    | 0    | 3    | 17     | 62      | -45 | 0      |

| Nadnevak     | 1. momčad | Ishod | 2. momčad |
| ------------ | --------- | ----- | --------- |
| 14. siječnja | Francuska | 7:9   | Gruzija   |
|              | Italija   | 10:6  | Grčka     |
| 16. siječnja | Grčka     | 17:10 | Gruzija   |
|              | Francuska | 7:10  | Italija   |
| 18. siječnja | Francuska | 10:12 | Grčka     |
|              | Italija   | 18:6  | Gruzija   |

|    | Tablica   | I | Pob. | Ner. | Por. | Pos. P | Prim. P | RP  | Bodovi |
| -- | --------- | - | ---- | ---- | ---- | ------ | ------- | --- | ------ |
| 1. | Italija   | 3 | 3    | 0    | 0    | 38     | 19      | +19 | 9      |
| 2. | Grčka     | 3 | 2    | 0    | 1    | 35     | 30      | +5  | 6      |
| 3. | Gruzija   | 3 | 1    | 0    | 2    | 25     | 42      | –17 | 3      |
| 4. | Francuska | 3 | 0    | 0    | 3    | 24     | 31      | –7  | 0      |

|  | Krnja šesnaestina završnice | Krnja šesnaestina završnice |              |              | Četvrtzavršnica | Četvrtzavršnica |              |                     | Poluzavršnica       | Poluzavršnica |  |  | Završnica | Završnica |
|  |                             |                             |              |              |                 |                 |              |                     |                     |               |  |  |           |           |
|  |                             |                             |              |              | 22. siječnja    |                 |              |                     |                     |               |  |  |           |           |
|  | 20. siječnja                |                             |              |              |                 |                 |              |                     |                     |               |  |  |           |           |
|  | Italija                     | 8                           |              |              |                 |                 |              |                     |                     |               |  |  |           |           |
|  | Italija                     | 8                           | Crna Gora    | 17           | 24. siječnja    | 24. siječnja    |              |                     |                     |               |  |  |           |           |
|  |                             | Crna Gora                   | Crna Gora    | 17           | 24. siječnja    | 24. siječnja    | 10           |                     |                     |               |  |  |           |           |
|  | Turska                      | Crna Gora                   | 6            |              | Crna Gora       | 8               | 10           |                     |                     |               |  |  |           |           |
|  | Turska                      | 22. siječnja                | 6            |              | Crna Gora       | 8               |              |                     |                     |               |  |  |           |           |
|  | 20. siječnja                | 20. siječnja                |              | Mađarska     | 10              |                 |              |                     |                     |               |  |  |           |           |
|  | 20. siječnja                | 20. siječnja                | Mađarska     | Mađarska     | 10              | 14              |              |                     |                     |               |  |  |           |           |
|  | Rusija                      | 14                          | Mađarska     |              |                 | 14              | 26. siječnja | 26. siječnja        |                     |               |  |  |           |           |
|  | Rusija                      | 14                          |              | Rusija       | 10              |                 | 26. siječnja | 26. siječnja        |                     |               |  |  |           |           |
|  | Gruzija                     | 13                          |              | Rusija       | 10              | Mađarska        | 9 (5)        |                     |                     |               |  |  |           |           |
|  | Gruzija                     | 13                          | 22. siječnja |              |                 | Mađarska        | 9 (5)        |                     |                     |               |  |  |           |           |
|  | 20. siječnja                | 20. siječnja                |              | Španjolska   | 9 (4)           |                 |              |                     |                     |               |  |  |           |           |
|  | 20. siječnja                | 20. siječnja                | Srbija       | Španjolska   | 9 (4)           | 6 (3)           |              |                     |                     |               |  |  |           |           |
|  | Njemačka                    | 6                           | Srbija       | 24. siječnja | 24. siječnja    | 6 (3)           |              |                     |                     |               |  |  |           |           |
|  | Njemačka                    | 6                           |              | 24. siječnja | 24. siječnja    | Španjolska      | 6 (4)        |                     |                     |               |  |  |           |           |
|  | Španjolska                  | 12                          |              | Španjolska   | 9               | Španjolska      | 6 (4)        | Za brončano odličje | Za brončano odličje |               |  |  |           |           |
|  | Španjolska                  | 12                          | 22. siječnja | Španjolska   | 9               |                 |              | Za brončano odličje | Za brončano odličje |               |  |  |           |           |
|  | 20. siječnja                | 20. siječnja                |              | Hrvatska     | 8               |                 | 26. siječnja | 26. siječnja        |                     |               |  |  |           |           |
|  | 20. siječnja                | 20. siječnja                | Hrvatska     | Hrvatska     | 8               | 14              | 26. siječnja | 26. siječnja        |                     |               |  |  |           |           |
|  | Rumunjska                   | 7                           | Hrvatska     |              |                 | 14              | Crna Gora    | 10                  |                     |               |  |  |           |           |
|  | Rumunjska                   | 7                           |              | Grčka        | 11              |                 | Crna Gora    | 10                  |                     |               |  |  |           |           |
|  | Grčka                       | 14                          |              | Grčka        | 11              | Hrvatska        | 9            |                     |                     |               |  |  |           |           |
|  | Grčka                       | 14                          |              |              |                 | Hrvatska        | 9            |                     |                     |               |  |  |           |           |

| Pobjednici                |
| ------------------------- |
| Mađarska Trinaesti naslov |

| Europska prvenstva u vaterpolu | Europska prvenstva u vaterpolu |
| --- | ------------------------------ |
| |                                |
| Budimpešta 1926. • Bologna 1927. • Pariz 1931. • Magdeburg 1934. • London 1938. • Monte Carlo 1947. • Beč 1950. • Torino 1954. • Budimpešta 1958. • Leipzig 1962. • Utrecht 1966. • Barcelona 1970. • Beč 1974. • Jonköping 1977. • Split 1981. • Rim 1983. • Sofija 1985. • Strasbourg 1987. • Bonn 1989. • Atena 1991. • Sheffield 1993. • Beč 1995. • Sevilla 1997. • Firenca 1999. • Budimpešta 2001. • Kranj 2003. • Beograd 2006. • Malaga 2008. • Zagreb 2010. • Eindhoven 2012. • Budimpešta 2014. • Beograd 2016. • Barcelona 2018. • Budimpešta 2020. • Split 2022. • Zagreb i Dubrovnik 2024. |                                |

| Europska prvenstva u vaterpolu | Europska prvenstva u vaterpolu |
| --- | ------------------------------ |
| |                                |
| Budimpešta 1926. • Bologna 1927. • Pariz 1931. • Magdeburg 1934. • London 1938. • Monte Carlo 1947. • Beč 1950. • Torino 1954. • Budimpešta 1958. • Leipzig 1962. • Utrecht 1966. • Barcelona 1970. • Beč 1974. • Jonköping 1977. • Split 1981. • Rim 1983. • Sofija 1985. • Strasbourg 1987. • Bonn 1989. • Atena 1991. • Sheffield 1993. • Beč 1995. • Sevilla 1997. • Firenca 1999. • Budimpešta 2001. • Kranj 2003. • Beograd 2006. • Malaga 2008. • Zagreb 2010. • Eindhoven 2012. • Budimpešta 2014. • Beograd 2016. • Barcelona 2018. • Budimpešta 2020. • Split 2022. • Zagreb i Dubrovnik 2024. |                                |

| Nadnevak     | 1. momčad | Ishod | 2. momčad |
| ------------ | --------- | ----- | --------- |
| 14. siječnja | Francuska | 7:9   | Gruzija   |
|              | Italija   | 10:6  | Grčka     |
| 16. siječnja | Grčka     | 17:10 | Gruzija   |
|              | Francuska | 7:10  | Italija   |
| 18. siječnja | Francuska | 10:12 | Grčka     |
|              | Italija   | 18:6  | Gruzija   |

|    | Tablica   | I | Pob. | Ner. | Por. | Pos. P | Prim. P | RP  | Bodovi |
| -- | --------- | - | ---- | ---- | ---- | ------ | ------- | --- | ------ |
| 1. | Italija   | 3 | 3    | 0    | 0    | 38     | 19      | +19 | 9      |
| 2. | Grčka     | 3 | 2    | 0    | 1    | 35     | 30      | +5  | 6      |
| 3. | Gruzija   | 3 | 1    | 0    | 2    | 25     | 42      | –17 | 3      |
| 4. | Francuska | 3 | 0    | 0    | 3    | 24     | 31      | –7  | 0      |

|  | Krnja šesnaestina završnice | Krnja šesnaestina završnice |              |              | Četvrtzavršnica | Četvrtzavršnica |              |                     | Poluzavršnica       | Poluzavršnica |  |  | Završnica | Završnica |
|  |                             |                             |              |              |                 |                 |              |                     |                     |               |  |  |           |           |
|  |                             |                             |              |              | 22. siječnja    |                 |              |                     |                     |               |  |  |           |           |
|  | 20. siječnja                |                             |              |              |                 |                 |              |                     |                     |               |  |  |           |           |
|  | Italija                     | 8                           |              |              |                 |                 |              |                     |                     |               |  |  |           |           |
|  | Italija                     | 8                           | Crna Gora    | 17           | 24. siječnja    | 24. siječnja    |              |                     |                     |               |  |  |           |           |
|  |                             | Crna Gora                   | Crna Gora    | 17           | 24. siječnja    | 24. siječnja    | 10           |                     |                     |               |  |  |           |           |
|  | Turska                      | Crna Gora                   | 6            |              | Crna Gora       | 8               | 10           |                     |                     |               |  |  |           |           |
|  | Turska                      | 22. siječnja                | 6            |              | Crna Gora       | 8               |              |                     |                     |               |  |  |           |           |
|  | 20. siječnja                | 20. siječnja                |              | Mađarska     | 10              |                 |              |                     |                     |               |  |  |           |           |
|  | 20. siječnja                | 20. siječnja                | Mađarska     | Mađarska     | 10              | 14              |              |                     |                     |               |  |  |           |           |
|  | Rusija                      | 14                          | Mađarska     |              |                 | 14              | 26. siječnja | 26. siječnja        |                     |               |  |  |           |           |
|  | Rusija                      | 14                          |              | Rusija       | 10              |                 | 26. siječnja | 26. siječnja        |                     |               |  |  |           |           |
|  | Gruzija                     | 13                          |              | Rusija       | 10              | Mađarska        | 9 (5)        |                     |                     |               |  |  |           |           |
|  | Gruzija                     | 13                          | 22. siječnja |              |                 | Mađarska        | 9 (5)        |                     |                     |               |  |  |           |           |
|  | 20. siječnja                | 20. siječnja                |              | Španjolska   | 9 (4)           |                 |              |                     |                     |               |  |  |           |           |
|  | 20. siječnja                | 20. siječnja                | Srbija       | Španjolska   | 9 (4)           | 6 (3)           |              |                     |                     |               |  |  |           |           |
|  | Njemačka                    | 6                           | Srbija       | 24. siječnja | 24. siječnja    | 6 (3)           |              |                     |                     |               |  |  |           |           |
|  | Njemačka                    | 6                           |              | 24. siječnja | 24. siječnja    | Španjolska      | 6 (4)        |                     |                     |               |  |  |           |           |
|  | Španjolska                  | 12                          |              | Španjolska   | 9               | Španjolska      | 6 (4)        | Za brončano odličje | Za brončano odličje |               |  |  |           |           |
|  | Španjolska                  | 12                          | 22. siječnja | Španjolska   | 9               |                 |              | Za brončano odličje | Za brončano odličje |               |  |  |           |           |
|  | 20. siječnja                | 20. siječnja                |              | Hrvatska     | 8               |                 | 26. siječnja | 26. siječnja        |                     |               |  |  |           |           |
|  | 20. siječnja                | 20. siječnja                | Hrvatska     | Hrvatska     | 8               | 14              | 26. siječnja | 26. siječnja        |                     |               |  |  |           |           |
|  | Rumunjska                   | 7                           | Hrvatska     |              |                 | 14              | Crna Gora    | 10                  |                     |               |  |  |           |           |
|  | Rumunjska                   | 7                           |              | Grčka        | 11              |                 | Crna Gora    | 10                  |                     |               |  |  |           |           |
|  | Grčka                       | 14                          |              | Grčka        | 11              | Hrvatska        | 9            |                     |                     |               |  |  |           |           |
|  | Grčka                       | 14                          |              |              |                 | Hrvatska        | 9            |                     |                     |               |  |  |           |           |

| Pobjednici                |
| ------------------------- |
| Mađarska Trinaesti naslov |

| Europska prvenstva u vaterpolu | Europska prvenstva u vaterpolu |
| --- | ------------------------------ |
| |                                |
| Budimpešta 1926. • Bologna 1927. • Pariz 1931. • Magdeburg 1934. • London 1938. • Monte Carlo 1947. • Beč 1950. • Torino 1954. • Budimpešta 1958. • Leipzig 1962. • Utrecht 1966. • Barcelona 1970. • Beč 1974. • Jonköping 1977. • Split 1981. • Rim 1983. • Sofija 1985. • Strasbourg 1987. • Bonn 1989. • Atena 1991. • Sheffield 1993. • Beč 1995. • Sevilla 1997. • Firenca 1999. • Budimpešta 2001. • Kranj 2003. • Beograd 2006. • Malaga 2008. • Zagreb 2010. • Eindhoven 2012. • Budimpešta 2014. • Beograd 2016. • Barcelona 2018. • Budimpešta 2020. • Split 2022. • Zagreb i Dubrovnik 2024. |                                |

| Europska prvenstva u vaterpolu | Europska prvenstva u vaterpolu |
| --- | ------------------------------ |
| |                                |
| Budimpešta 1926. • Bologna 1927. • Pariz 1931. • Magdeburg 1934. • London 1938. • Monte Carlo 1947. • Beč 1950. • Torino 1954. • Budimpešta 1958. • Leipzig 1962. • Utrecht 1966. • Barcelona 1970. • Beč 1974. • Jonköping 1977. • Split 1981. • Rim 1983. • Sofija 1985. • Strasbourg 1987. • Bonn 1989. • Atena 1991. • Sheffield 1993. • Beč 1995. • Sevilla 1997. • Firenca 1999. • Budimpešta 2001. • Kranj 2003. • Beograd 2006. • Malaga 2008. • Zagreb 2010. • Eindhoven 2012. • Budimpešta 2014. • Beograd 2016. • Barcelona 2018. • Budimpešta 2020. • Split 2022. • Zagreb i Dubrovnik 2024. |                                |